# Tetraglenes phantoma
Tetraglenes phantoma là một loài bọ cánh cứng trong họ Cerambycidae.